# أنطونيو بيريرا بينا نيتو
أنطونيو بيريرا بينا نيتو هو لاعب كرة قدم برازيلي، ولد في 26 مارس 1989 في البرازيل. لعب مع نادي البحرية التايلندية ‏.

## وصلات خارجية
- أنطونيو بيريرا بينا نيتو على موقع Soccerway.com (الإنجليزية)